# Macau (revista)
A revista MACAU  é uma publicação periódica do Gabinete de Comunicação Social do Governo da Região Administrativa Especial de Macau.
Teve início em 1987, com a edição de Rogério Beltrão Coelho, e em dezembro de 2005, já sob edição de Luís Ortet, iniciou a sua quarta série, onde teve uma periodicidade trimestral, primeiro, e mais tarde, bimestral.
Atualmente, desde 2021 e com frequência bimestral, é produzida e distribuída pela empresa TEAM Publicações e Consultoria, Lda. e tem como editor o jornalista Tiago Azevedo.